# So'a
So'a ist eine im Zentralteil von Flores gesprochene Sprache. Sie gehört zu den zentral-östlichen malayo-polynesischen Sprachen der malayo-polynesischen Sprachen innerhalb der austronesischen Sprachen. So'a formt ein Dialektcluster mit Ngada.